# Compañía Suelta de Aragón
La Compañía Suelta de Aragón fue una compañía suelta o milicia irregular reclutada en Aragón por orden de Carlos III durante los siglos XVIII y XIX para suprimir el bandidaje y mantener el orden en zonas rurales.

## Historia
Fue reclutada en 1766 a iniciativa de Gerónimo de Torres Monreal, de una ilustre y rica familia de La Muela que pagaría la unidad. A cambio, la comandancia de esta fue un privilegio de la familia Torres. Fue organizada a la catalana, siguiendo el ejemplo de los mozos de escuadra (originalmente compañía suelta del valle de Valls) creados en 1719 y cuyo modelo se fue difundiendo a otros territorios (Compañía Suelta de Fusileros de Valencia, o Miñones del Reino de Valencia, en 1774, Compañía Suelta de Castilla la Nueva en 1792, Miñones de Álava en 1793, el somatén en 1794). 

### Guerra de la Independencia
Como unidad llegó a sumar 200 hombres y estuvo bajo supervisión directa del capitán general de Aragón, lo que la hizo especialmente relevante durante la guerra de la Independencia. Cuando el 24 de mayo de 1808 se extendió la sublevación antifrancesa en Zaragoza, se produjo un asalto a la Aljafería que depuso al capitán general Jorge Juan Guillelmi ante su oposición a armar a los insurrectos. La mediación de la familia Torres y su compañía fue crítica para que Guillelmi pudiera abandonar sano y salvo la fortaleza. Tras la elección de José de Palafox como comandante de la Junta de Gobierno, la compañía suelta fue una de las pocas unidades militares que se encontraban a su disposición en Zaragoza, combatiendo posteriormente en los sitios de Zaragoza. Por su desempeño en dichos eventos la familia Torres es llamada por cronistas de la época como los "ilustres Torres".
Fue disuelta en 1843, probablemente dentro de la reorganización de milicias que siguió a la revuelta de la jamancia de Barcelona y la posterior creación de un cuerpo profesional para toda España con las mismas funciones - la Guardia Civil - en 1844.

## Funciones
Sus principales funciones fueron policiales y de mantenimiento del orden público en el ámbito rural. Aunque en teoría sus objetivos se solapaban con la Guardia del Reino de Aragón, esta había dejado de funcionar como cuerpo policial efectivo durante el siglo XVII para pasar a ser un cuerpo mayormente honorario. Dada la cercanía de Aragón con la frontera francesa, muchas veces actuaban como fuerza militarizable para reforzar las tropas regulares, de forma paralela a la mezcla de funciones entre corregidores e intendentes en el antiguo reino.

## Uniforme y armamento
Los integrantes de la compañía vestían un gambeto largo, siendo los ojales de seda dorada, con tres alamares en cada manga. Debajo utilizaban calzones de paño azul. Las medias también eran de color azul, sobre las que se ataban las alpargatas hasta media pierna con cinta del mismo color. En el parte de arriba empleaban pañuelo de seda, sombrero con galón de estambre dorado y escarapela de seda.
En cuanto a la equitación armada, portaban escopeta, o fusil largo con bayoneta y un par de pistolas.